# 云城街道 (云浮市)
云城街道，是中华人民共和国广东省云浮市云城区下辖的一个乡镇级行政单位。

## 行政区划
云城街道下辖以下地区：
星岩社区、马岗社区、育华社区、马坪社区、天马社区、蟠龙社区、玉屏社区、金龙社区、南山社区、牧羊村、城北村、迳口村、鹏石村、循常村、岔路村、富丰村、大坎村、大朗村、土门村、云楼村、新中村、丰收村、罗沙村和城西村。